# Kičuj
Il Kičuj (in russo Кичуй?; in tataro: Минзәлә) è un fiume della Russia europea orientale, in passato un affluente del fiume Šešma. Scorre nei rajon Sarmanovskij e Menzelinskij del Tatarstan.
Il fiume ha origine sulle alture di Bugul'ma e Belebej, 2 km a sud del villaggio di Minnibaevo e scorre in direzione nord-ovest. La lunghezza del fiume è di 114 km, l'area del bacino è di 1 330 km². Sfocia nella Šešma a 21 km dalla foce, 2 km a nord del villaggio di Lenino. Il canale è moderatamente tortuoso, ci sono laghi di lanca nella pianura alluvionale nel corso inferiore e medio.